# Provincia de Modesto Omiste
Modesto Omiste es una provincia de Bolivia, ubicada en el departamento de Potosí. Su capital es Villazón.
Modesto Omiste es una de las dieciséis provincias en las que se encuentra dividido el departamento de Potosí. Se encuentra encuadrada entre los paralelos 21°39' y 22°66' Sur y los meridianos 65°10' y 66°08' Oeste. Limita al norte con la provincia de Sud Chichas, al este con el departamento de Tarija y al sur con la provincia argentina de Jujuy. La provincia se extiende sobre unos 120 km de este a oeste y 65 km de norte a sur.
Su área (según diversas fuentes) es de 2.554 a 2.260 km², con una densidad demográfica de 14,2 habitantes/km  en el año (2001).
La provincia fue creada por Ley de 18 de septiembre de 1958, durante el gobierno de Hernán Siles Suazo, separándose de la provincia de Sud Chichas. Recibe el nombre en honor a Modesto Omiste Tinajeros (1840-1898), educador boliviano.

## Fisiografía
Su territorio es muy accidentado y seco, prácticamente árido, destacándose la falla que determina la existencia del estrecho valle (quebrada) por la cual corre de sur a norte el río Villazón. En esta falla existen algunas vegas o zonas más húmedas y por la misma corren las principales vías de comunicación como la antigua carretera y el ferrocarril que une a Argentina con el Altiplano en Bolivia.
La capital de la provincia se encuentra en el límite sur de la misma y es la pequeña ciudad de Villazón que se encuentra conurbada con la argentina de La Quiaca. 

## Demografía
De acuerdo con el censo boliviano de 2024, la población de la provincia de Modesto Omiste es de 49 312 habitantes.
La población de la provincia ha aumentado en casi dos tercios en las últimas tres décadas:
| Año  | Habitantes | Fuente |
| ---- | ---------- | ------ |
| 1992 | 31 737     | Censo  |
| 2001 | 36 266     | Censo  |
| 2012 | 44 645     | Censo  |
| 2024 | 49 312     | Censo  |

Según las proyecciones derivadas del censo de 2001 la población estable sería de 38.364 habitantes concentrada casi en su 85% en la ciudad de Villazón y su inmediato entorno. Según el censo de 2012 la población es de 44906 habitantes.
El 97% de la población habla el español y un 44% habla o entiende el quechua. El 84% es católica y el 11% adscribe a alguna denominación protestante, la presencia de una población significativa protestante es, como en la mayoría de Latinoamérica un hecho reciente (de la segunda mitad del siglo XX), con todo la mayoría de la población mantiene elementos de prácticas religiosas ancestrales sincretizadas con el cristianismo.

### Distribución de la población según oficios
El 10% de la población activa está compuesta por profesionales y empresarios.
El 50% de la población se concentra más al comercio activo de la frontera, el 20% se distribuyen en obreros. 
El 20 % de la población está dedicada a la agricultura y al pastoreo de subsistencia (cultivo de papas, quinoa, maíz en pequeñas huertas o chacras; ganadería extensiva o pastoricia de caprinos, ovinos y llamas), un 11% de la población está dedicado a un tipo de industria prácticamente artesanal, el 77% de la población se cuenta en el sector servicios (gran parte de los ingresos económicos se obtiene con el tráfico hacia la República Argentina).

## Municipios
Esta provincia comprende sólo a un municipio:
- Villazón,

el cual contenía a los siguientes cantones:
- Berque
- Casira
- Chagua
- Chipihuayco
- Mojo
- Moraya
- Sagnasti
- Salitre
- San Pedro de Sococha
- Sarcari
- Sococha
- Villazón
- Yuruma